# Gornja Sestrica
Gornja Sestrica (Sestrica Ve(l)ja) je nenaseljeni otočić u otočju Vrhovnjaci, na pola puta između Lastova i Mljeta, a nalazi se oko 10.7 km istočno od Lastova. Najbliži otok je Donja Sestrica, oko 80 m prema sjeveru, te hrid Srednja Sestrica između ova 2 otoka.
Površina otoka je 10.070 m2, duljina obalne crte 409 m, a visina 9 metara.